# Kıvanç Karakaş
Kıvanç Karakaş (Istanboel, 3 maart 1985) is een Turks professioneel voetballer. Hij tekende op 7 augustus 2017 een contract tot medio 2018 bij Sarıyer SK, dat hem transfervrij overnam van Bandırmaspor.

## Carrière
Karakaş speelde in de jeugd bij Beylerbeyi SK en Beşiktaş JK voordat hij in 2004 de overstap maakte naar Selimiye. Een seizoen later vertrok hij weer naar Beykoz 1908. In augustus 2007 tekende hij een contract bij Yalovaspor. Hier speelde hij tot 2008, waarna hij naar Karşıyaka SK verkaste. In juli 2011 tekende hij voor het eerst bij een club uitkomend op het hoogste niveau: Sivasspor. Hij maakte zijn debuut in de Süper Lig op 11 september 2011 in de wedstrijd tegen Karabukspor. In het seizoen 2012-2013 speelde hij bij Şanlıurfaspor, waarna hij van 2013 tot 2015 met Çaykur Rizespor in de Süper Lig uitkwam. In de zomer van 2015 liep zijn contract bij de club af. 
Op 31 augustus 2015 tekende hij een contract tot medio 2016 bij Şanlıurfaspor, de nummer 8 van het voorgaande seizoen in de TFF 1. Lig. Van januari 2016 tot juli 2016 speelde hij bij Eskisehirspor.
Hij tekende op 23 augustus 2016 een contract bij Bandırmaspor, dat hem transfervrij overnam nadat hij in juli 2016 was vertrokken bij Eskisehirspor. Op 7 augustus 2017 tekende hij een contract voor één seizoen bij Sarıyer SK, uitkomend in de TFF 2. Lig.